# Libro dell'Esodo
Il Libro dell'Esodo (ebraico שמות shemòt, "nomi", dall'incipit; greco Ἔξοδος èxodos, "uscita", latino Exodus) o Secondo Libro di Mosè è il secondo libro della Torah ebraica e della Bibbia cristiana.
È scritto in ebraico e, secondo l'ipotesi maggiormente condivisa dagli studiosi, la sua redazione definitiva, ad opera di autori ignoti, è collocata al VI-V secolo a.C. in Giudea, sulla base di precedenti tradizioni orali e scritte (vedi Ipotesi documentale), costituendo il primo nucleo attorno al quale si sarebbe venuta a comporre la scrittura della Bibbia.
È composto da 40 capitoli. Nei primi 14 descrive il soggiorno degli Ebrei in Egitto, la loro schiavitù e la miracolosa liberazione tramite Mosè, mentre nei restanti descrive il soggiorno degli Ebrei nel deserto del Sinai. Il periodo descritto è tradizionalmente riferito al 1250-1200 a.C. (quindi nel XIII secolo a.C., e precisamente al tempo del faraone Merneptah), mentre secondo altre ipotesi di identificazione con faraoni storici l'Esodo degli Ebrei dall'Egitto sarebbe da riferirsi a un periodo anteriore.

## Formazione
Secondo la tradizione ebraica e molte confessioni religiose cristiane più legate alla lettera del testo biblico, il libro dell'Esodo sarebbe stato scritto da Mosè in persona.
La maggioranza degli esegeti moderni ritiene che tutto il Pentateuco sia in realtà una raccolta, formatasi in epoca post-esilica, di vari scritti di epoche diverse. Secondo questa teoria, nota come ipotesi documentaria, la composizione letteraria del libro sarebbe avvenuta nel corso dei secoli fino alla redazione del documento sacerdotale, che avrebbe inglobato versioni precedenti elaborate dalla tradizione Jahwista ed Elohista.
Le differenze stilistiche e di vocabolario hanno portato gli studiosi a supporre che su una parte consistente jahwista si siano col tempo incardinate unità letterarie eterogenee, riscontrabili ad esempio nell'incipit 1,1-1,5, nei capitoli 25-29 e 35-40.

## Contenuto
Il libro dell'Esodo è chiaramente suddiviso in tre grandi sezioni, corrispondenti ai tre momenti della narrazione.

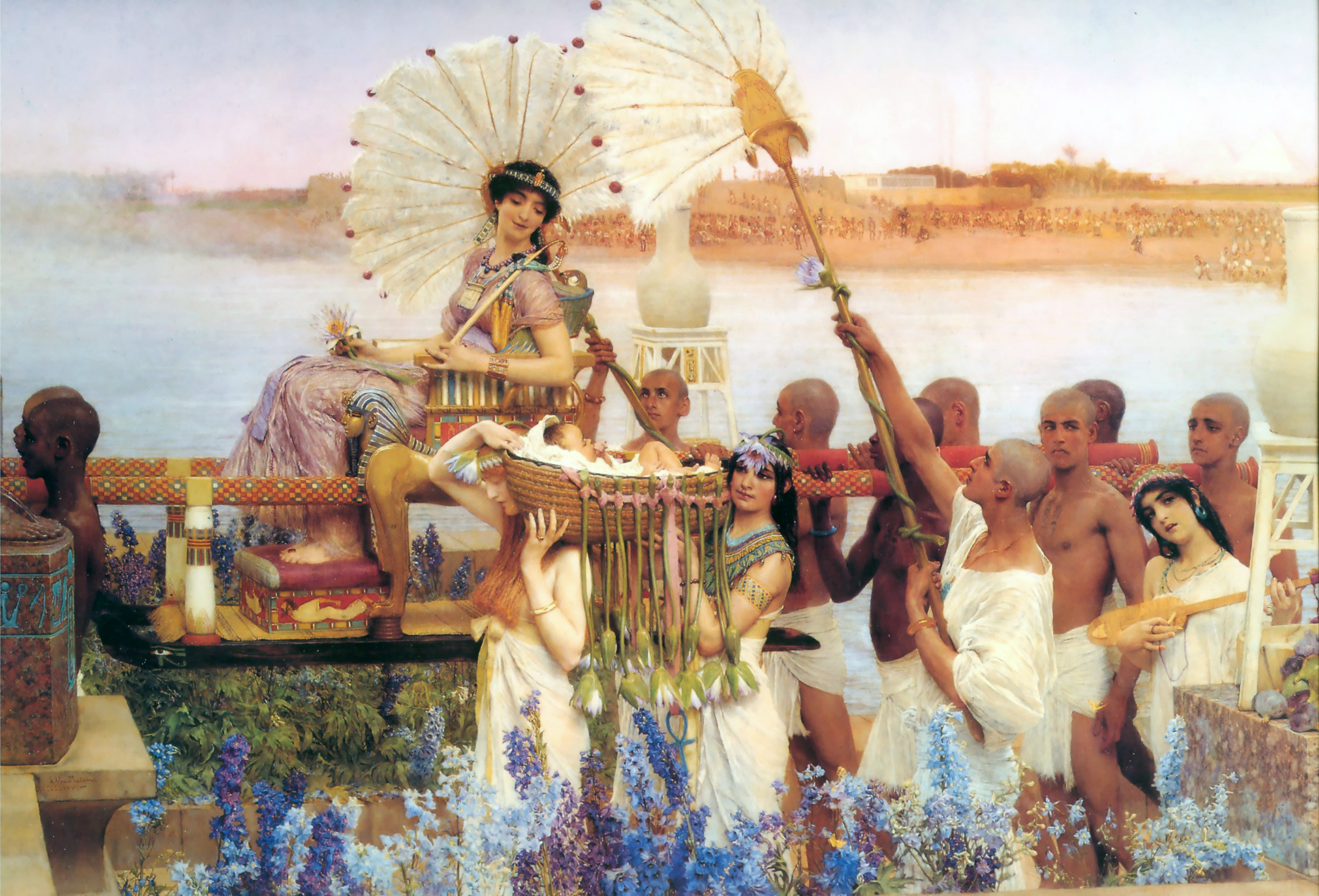
"Il ritrovamento di Mosè", 1904, opera di Lawrence Alma-Tadema

La prima, corrispondente ai capitoli 1,1-15,21, comprende il racconto dell'oppressione degli Ebrei in Egitto, la nascita di Mosè, la fuga del patriarca a Madian e la scelta divina, il suo ritorno in Egitto, le dieci piaghe e l'uscita dal Paese.
La seconda sezione 15,22-18,27 narra del viaggio lungo la costa del Mar Rosso e nel deserto del Sinai.
La parte conclusiva 19,1-40,38 riguarda l'incontro tra Dio e il popolo eletto, mediante le tappe fondamentali del decalogo 20,2-17 e del codice dell'alleanza 20,22-23,19, seguito dall'episodio del Vitello d'oro e dalla costruzione del Tabernacolo.

## Aspetti storici
L'inquadramento storico degli episodi narrati nell'Esodo ha da sempre posto notevoli problemi agli esegeti veterotestamentari. Mentre da una parte vi è stato, in passato, un filone di ricerca che ha tentato di dimostrare la veridicità della Bibbia mettendolo in relazione alle scoperte archeologiche (vedi Werner Keller), dall'altra, proprio sulla base dei risultati di più recenti ricerche archeologiche (vedi Fonti documentali e ricerca archeologica sull'esodo), si è via via sviluppato un filone che ha messo in crisi la storicità del racconto biblico.
L'opinione attuale della maggioranza degli studiosi è che in realtà l'Esodo abbia riguardato solo una piccola parte del popolo di Israele, la cui storia fu poi interiorizzata dalla totalità di esso.

## Aspetti religiosi
I temi teologici affrontati nel libro dell'Esodo ne fanno uno dei fulcri della dottrina religiosa espressa nel Pentateuco.
Il valore salvifico della liberazione dall'oppressione egiziana, l'istituzione della Pasqua, la teofania sul Sinai, con la trasmissione dei dieci comandamenti e la codificazione dell'alleanza tra Dio e il popolo eletto costituiscono a vari livelli alcuni dei temi centrali delle religioni ebraica e cristiana. Non a caso San Paolo nella Prima lettera ai Corinzi 10,1-4 sottolinea il parallelismo tra il passaggio del mar Rosso e il battesimo, e tra l'episodio della manna nel deserto e l'eucaristia.
L'intervento divino nella storia di Israele e la sua rivelazione, intermediata dalla figura centrale di Mosè, culminano nel significato teologico della terra promessa quale dono di salvezza per la fede e l'obbedienza del popolo scelto da Dio.
Sul Monte Sinai Dio rivela a Mosè il proprio nome: il dialogo è sincero, diretto e personale: Dio è chiamato per nome e parla ai singoli chiamandoli per nome. Dio parla in prima persona, che come prima parola afferma "Io", di esistere non come un'idea filosofica astratta, ma come un Verbo vivente:
(Esodo 3:13-14)
presentandosi come colui la cui Essenza (o natura) è l'essere stesso, non meglio qualificabile con aggettivi che possono appartenere soltanto a Dio (Onnipotente, Eterno, Onnisciente, ecc.) ma non dicono rivelano mai veramente la sua natura.